# Michael Jackson: The Ultimate Collection
Michael Jackson: The Ultimate Collection es una caja recopilatoria del artista estadounidense Michael Jackson. Fue lanzado el 16 de noviembre de 2004 por Epic Records. En esta colección, se consagran todos los éxitos de Jackson, además de varios temas nunca antes editados. Consta de cuatro CD de audio y un DVD, el cual sería lanzado individualmente un año más tarde. Sus ventas hasta el momento son alrededor de 950,000.

## Información de la caja recopilatoria
Gran parte de la música proviene de la carrera de Jackson, particularmente de sus álbumes publicados por Epic: Off the Wall (1979), Thriller (1982), Bad (1987), Dangerous (1991), HIStory (1995), Blood on the Dance Floor: HIStory in the Mix (1997) e Invincible (2001). Algunas canciones son particularmente llamativas, como las maquetas de “P.Y.T. (Pretty Young Thing)”, “Shake Your Body (Down to the Ground)” —titulada “Shake a Body”— y “We Are the World”, en esta última teniendo a Jackson cantando en solitario. La colección también incluye ocho canciones inéditas, entre ellas “In the Back”, “The Way You Love Me”, “We’ve Had Enough” y “Cheater”.
La canción “The Way You Love Me” fue reelaborada y publicada en el primer álbum póstumo de Jackson, Michael (2010), siendo retitulada como “(I Like) The Way You Love Me”.
Además de contener material de audio, la colección incluye un DVD del último concierto de la primera etapa del Dangerous World Tour de Jackson, realizado el 1 de octubre de 1992 en Bucarest, Rumania. El concierto fue lanzado individualmente el 25 de julio de 2005, bajo el título de Live in Bucharest: The Dangerous Tour.

## Colección
La colección The Ultimate Collection también contiene canciones previamente descatalogadas:
- “Enjoy Yourself” de The Jacksons es 15 segundos más larga que la versión del álbum.
- La versión completa de “You Can’t Win” solo estaba disponible en la versión del sencillo de doce pulgadas.
- "Sunset Driver" originalmente se publicaria en el álbum Off The Wall de 1979, pero quedó fuera y finalmente fue publicada en la caja recopilatoria
- “Someone in the Dark” fue lanzada por primera vez como una canción de dos partes en el doble LP E.T. the Extra-Terrestrial, y se reeditó en la edición especial de 2001 de Thriller.
- Tanto la Demo de “Dangerous” y la canción “Monkey Business” estaban previamente disponibles sólo en la rara edición especial de acetato de 2001 del álbum Dangerous, que jamas fue publicado.
- “Someone Put Your Hand Out” es un sencillo de casete apoyado por Pepsi lanzado en Europa para promocionar el Dangerous World Tour. Una versión instrumental de la canción fue interpretada como un interludio durante las dos primeras etapas de la gira de Jackson.
- “On the Line” era parte del box set de “Ghosts” lanzado en 1997, pero conteniendo un final más pronto. Esta versión dura 15 segundos más.
- “You Are Not Alone” dura 15 segundos más que la versión del álbum, con más vocales.
- “We Are Here to Change the World” es una canción inédita del cortometraje de Disney Captain EO.
- Los primeros 30 segundos de “You Rock My World”, una introducción hablada por Jackson y Chris Tucker, son eliminados. En ediciones posteriores se hizo lo mismo, pero en esta versión el resto de la canción permanece intacto. Esta edición fue incluida en The Essential Michael Jackson.

## Lista de canciones
| Disco 1 |                                                      |                                                                               |                                                                               |          |  |
| N.º     | Título                                               | Escritor(es)                                                                  | Productor(es)                                                                 | Duración |  |
| 1.      | «I Want You Back»                                    | The Corporation (Berry Gordy, Freddie Perren, Deke Richards, Alphonzo Mizell) | The Corporation (Berry Gordy, Freddie Perren, Deke Richards, Alphonzo Mizell) | 2:58     |  |
| 2.      | «ABC»                                                | The Corporation (Berry Gordy, Freddie Perren, Deke Richards, Alphonzo Mizell) | The Corporation (Berry Gordy, Freddie Perren, Deke Richards, Alphonzo Mizell) | 2:57     |  |
| 3.      | «I'll Be There»                                      | Berry Gordy, Bob West, Willie Hutch, Hal Davis                                | Hal Davis                                                                     | 3:56     |  |
| 4.      | «Got to Be There»                                    | Elliot Willensky                                                              | Hal Davis                                                                     | 3:23     |  |
| 5.      | «I Wanna Be Where You Are»                           | Arthur "T-Boy" Ross, Leon Ware                                                | Hal Davis                                                                     | 2:59     |  |
| 6.      | «Ben»                                                | Walter Scharf, Don Black                                                      | The Corporation (Berry Gordy, Freddie Perren, Deke Richards, Alphonzo Mizell) | 2:44     |  |
| 7.      | «Dancing Machine» (Sencillo Version)                 | Hal Davis, Don Fletcher, Dean Parks                                           | Hal Davis                                                                     | 2:37     |  |
| 8.      | «Enjoy Yourself» (Alternate Version)                 | Kenny Gamble, Leon Huff                                                       | Kenny Gamble, Leon Huff                                                       | 3:40     |  |
| 9.      | «Ease on Down the Road» (con Diana Ross)             | Charlie Smalls                                                                | Quincy Jones, Tom Bahler                                                      | 3:19     |  |
| 10.     | «You Can't Win»                                      | Charlie Smalls                                                                | Quincy Jones                                                                  | 7:18     |  |
| 11.     | «Shake a Body» (Early Demo) (inédito anteriormente)  | Michael Jackson, Randy Jackson                                                | The Jacksons                                                                  | 2:09     |  |
| 12.     | «Shake Your Body (Down to the Ground)» (Single Edit) | Michael Jackson, Randy Jackson                                                | The Jacksons                                                                  | 3:44     |  |
| 13.     | «Don't Stop 'Til You Get Enough»                     | Michael Jackson                                                               | Quincy Jones, Michael Jackson                                                 | 6:04     |  |
| 14.     | «Rock with You»                                      | Rod Temperton                                                                 | Quincy Jones                                                                  | 3:39     |  |
| 15.     | «Off the Wall»                                       | Rod Temperton                                                                 | Quincy Jones                                                                  | 4:06     |  |
| 16.     | «She's Out of My Life»                               | Tom Bahler                                                                    | Quincy Jones                                                                  | 3:38     |  |
| 17.     | «Sunset Driver» (Demo) (inédito anteriormente)       | Michael Jackson                                                               | Michael Jackson                                                               | 4:03     |  |
| 18.     | «Lovely One»                                         | Michael Jackson, Randy Jackson                                                | The Jacksons                                                                  | 4:50     |  |
| 19.     | «This Place Hotel» (a.k.a. "Heartbreak Hotel")       | Michael Jackson                                                               | The Jacksons                                                                  | 5:44     |  |
| 70:48   |                                                      |                                                                               |                                                                               |          |  |

| Disco 2 |                                                                      |                                              |                                |          |  |
| N.º     | Título                                                               | Escritor(es)                                 | Productor(es)                  | Duración |  |
| 1.      | «Wanna Be Startin' Somethin'»                                        | Michael Jackson                              | Quincy Jones, Michael Jackson  | 6:03     |  |
| 2.      | «The Girl Is Mine» (con Paul McCartney)                              | Michael Jackson                              | Quincy Jones, Michael Jackson  | 3:42     |  |
| 3.      | «Thriller»                                                           | Rod Temperton                                | Quincy Jones                   | 5:58     |  |
| 4.      | «Beat It»                                                            | Michael Jackson                              | Quincy Jones, Michael Jackson  | 4:18     |  |
| 5.      | «Billie Jean»                                                        | Michael Jackson                              | Quincy Jones, Michael Jackson  | 4:53     |  |
| 6.      | «P.Y.T. (Pretty Young Thing)» (Demo Version) (inédito anteriormente) | Michael Jackson, Greg Phillinganes           | Michael Jackson                | 3:46     |  |
| 7.      | «Someone in the Dark»                                                | Alan Bergman, Marilyn Bergman, Rod Temperton | Quincy Jones                   | 4:54     |  |
| 8.      | «State of Shock» (con Mick Jagger)                                   | Michael Jackson, Randy Hansen                | Michael Jackson                | 4:30     |  |
| 9.      | «Scared of the Moon» (Demo) (inédito anteriormente)                  | Michael Jackson, Buz Kohan                   | Michael Jackson, Matt Forger   | 4:41     |  |
| 10.     | «We Are the World» (Demo) (inédito anteriormente)                    | Michael Jackson, Lionel Richie               | Quincy Jones, Michael Omartian | 5:20     |  |
| 11.     | «We Are Here to Change the World» (inédito anteriormente)            | Michael Jackson, John Barnes                 | Michael Jackson                | 2:53     |  |
| 48:18   |                                                                      |                                              |                                |          |  |

| Disco 3 |                                                     |                                                         |                                             |          |  |
| N.º     | Título                                              | Escritor(es)                                            | Productor(es)                               | Duración |  |
| 1.      | «Bad»                                               | Michael Jackson                                         | Quincy Jones, Michael Jackson               | 4:07     |  |
| 2.      | «The Way You Make Me Feel»                          | Michael Jackson                                         | Quincy Jones, Michael Jackson               | 4:58     |  |
| 3.      | «Man in the Mirror»                                 | Siedah Garrett, Glen Ballard                            | Quincy Jones, Michael Jackson               | 5:20     |  |
| 4.      | «I Just Can't Stop Loving You» (con Siedah Garrett) | Michael Jackson                                         | Quincy Jones, Michael Jackson               | 4:13     |  |
| 5.      | «Dirty Diana»                                       | Michael Jackson                                         | Quincy Jones, Michael Jackson               | 4:41     |  |
| 6.      | «Smooth Criminal» (Radio Edit)                      | Michael Jackson                                         | Quincy Jones, Michael Jackson               | 4:17     |  |
| 7.      | «Cheater» (Demo) (inédito anteriormente)            | Michael Jackson, Greg Phillinganes                      | Michael Jackson                             | 5:09     |  |
| 8.      | «Dangerous» (Early Version) (inédito anteriormente) | Michael Jackson, Bill Bottrell, Teddy Riley             | Michael Jackson, Teddy Riley                | 6:40     |  |
| 9.      | «Monkey Business» (inédito anteriormente)           | Michael Jackson, Bill Bottrell                          | Michael Jackson, Bill Bottrell              | 5:46     |  |
| 10.     | «Jam» (con Heavy D)                                 | Michael Jackson, René Moore, Bruce Swedien, Teddy Riley | Michael Jackson, Teddy Riley, Bruce Swedien | 5:39     |  |
| 11.     | «Remember the Time»                                 | Michael Jackson, Teddy Riley, Bernard Belle             | Michael Jackson, Teddy Riley                | 4:00     |  |
| 12.     | «Black or White»                                    | Michael Jackson, Bill Bottrell (letras de rap)          | Michael Jackson, Bill Bottrell              | 4:16     |  |
| 13.     | «Who Is It» (IHS Mix)                               | Michael Jackson                                         | Michael Jackson, Bill Bottrell              | 7:57     |  |
| 14.     | «Someone Put Your Hand Out»                         | Michael Jackson, Teddy Riley                            | Michael Jackson, Teddy Riley, Bruce Swedien | 5:25     |  |
| 71:06   |                                                     |                                                         |                                             |          |  |

| Disco 4 |                                                 | |                                                  |          |  |
| N.º     | Título                                          | Escritor(es) | Productor(es)                                    | Duración |  |
| 1.      | «You Are Not Alone» (Versión extendida)         | R. Kelly | Michael Jackson, R. Kelly                        | 6:03     |  |
| 2.      | «Stranger in Moscow»                            | Michael Jackson | Michael Jackson                                  | 5:44     |  |
| 3.      | «Childhood»                                     | Michael Jackson | Michael Jackson, David Foster                    | 4:28     |  |
| 4.      | «On the Line»                                   | Michael Jackson, Kenneth "Babyface" Edmonds                                                                                       | Kenneth "Babyface" Edmonds                       | 4:53     |  |
| 5.      | «Blood on the Dance Floor»                      | Michael Jackson, Teddy Riley | Michael Jackson, Teddy Riley                     | 4:12     |  |
| 6.      | «Fall Again» (Demo) (inédito anteriormente)     | Walter Afanasieff, Robin Thicke                                                                                                   | Walter Afanasieff, Robin Thicke, Michael Jackson | 4:22     |  |
| 7.      | «In the Back» (inédito anteriormente)           | Michael Jackson, Glen Ballard | Michael Jackson                                  | 4:31     |  |
| 8.      | «Unbreakable» (con The Notorious B.I.G.)        | Michael Jackson, Rodney Jerkins, Fred Jerkins III, LaShawn Daniels, Nora Payne, Robert Smith, Christopher Wallace (letras de rap) | Michael Jackson, Rodney Jerkins                  | 6:26     |  |
| 9.      | «You Rock My World» (Album Edit)                | Michael Jackson, Rodney Jerkins, Fred Jerkins III, LaShawn Daniels, Nora Payne                                                    | Michael Jackson, Rodney Jerkins                  | 5:09     |  |
| 10.     | «Butterflies»                                   | Andre Harris, Marsha Ambrosius | Michael Jackson, Andre Harris                    | 4:40     |  |
| 11.     | «Beautiful Girl» (Demo) (inédito anteriormente) | Michael Jackson | Michael Jackson                                  | 4:03     |  |
| 12.     | «The Way You Love Me» (inédito anteriormente)   | Michael Jackson | Michael Jackson                                  | 4:30     |  |
| 13.     | «We've Had Enough» (inédito anteriormente)      | Michael Jackson, Rodney Jerkins, LaShawn Daniels, Carole Bayer Sager                                                              | Michael Jackson, Rodney Jerkins                  | 5:45     |  |
| 62:28   |                                                 | |                                                  |          |  |

| DVD: Live in Bucharest: The Dangerous Tour (previamente no disponible) |                                                           |                                                             |          |  |
| N.º                                                                    | Título                                                    | Escritor(es)                                                | Duración |  |
| 1.                                                                     | «Jam»                                                     | Michael Jackson, René Moore, Bruce Swedien, Teddy Riley     | 8:16     |  |
| 2.                                                                     | «Wanna Be Startin' Somethin'»                             | Michael Jackson                                             | 5:13     |  |
| 3.                                                                     | «Human Nature»                                            | Steve Porcaro, John Bettis                                  | 5:02     |  |
| 4.                                                                     | «Smooth Criminal»                                         | Michael Jackson                                             | 6:00     |  |
| 5.                                                                     | «I Just Can't Stop Loving You» (dueto con Siedah Garrett) | Michael Jackson                                             | 4:45     |  |
| 6.                                                                     | «She's Out of My Life»                                    | Tom Bahler                                                  | 4:53     |  |
| 7.                                                                     | «I Want You Back/The Love You Save»                       | Berry Gordy, Freddie Perren, Alphonzo Mizell, Deke Richards | 2:17     |  |
| 8.                                                                     | «I'll Be There»                                           | Berry Gordy, Bob West, Willie Hutch, Hal Davis              | 4:33     |  |
| 9.                                                                     | «Thriller»                                                | Rod Temperton                                               | 5:51     |  |
| 10.                                                                    | «Billie Jean»                                             | Michael Jackson                                             | 7:44     |  |
| 11.                                                                    | «Workin' Day and Night»                                   | Michael Jackson                                             | 10:04    |  |
| 12.                                                                    | «Beat It»                                                 | Michael Jackson                                             | 7:24     |  |
| 13.                                                                    | «Will You Be There»                                       | Michael Jackson                                             | 6:51     |  |
| 14.                                                                    | «Black or White»                                          | Michael Jackson, Bill Bottrell                              | 6:38     |  |
| 15.                                                                    | «Heal the World»                                          | Michael Jackson                                             | 8:53     |  |
| 16.                                                                    | «Man in the Mirror»                                       | Siedah Garrett, Glen Ballard                                | 13:28    |  |
| 122:05                                                                 |                                                           |                                                             |          |  |

- The Jacksons aparecen en las canciones 1-3, 7, 8, 11-12, 18-19 (disco 1) y canción 8 (disco 2).

### Edición Japonesa Limitada
La edición de Japón incluye 5 canciones más:
| Disco 1 |                          |                                          |               |          |  |
| N.º     | Título                   | Escritor(es)                             | Productor(es) | Duración |  |
| 11.     | «Blame It on the Boogie» | Mick Jackson, David Jackson, Elmar Krohn | The Jacksons  | 3:34     |  |

| Disco 2 |                |                            |               |          |  |
| N.º     | Título         | Escritor(es)               | Productor(es) | Duración |  |
| 6.      | «Human Nature» | Steve Porcaro, John Bettis | Quincy Jones  | 4:05     |  |

| Disco 3 |                      |                 |                                |          |  |
| N.º     | Título               | Escritor(es)    | Productor(es)                  | Duración |  |
| 3.      | «Another Part of Me» | Michael Jackson | Quincy Jones, Michael Jackson  | 3:55     |  |
| 13.     | «Heal the World»     | Michael Jackson | Michael Jackson, Bruce Swedien | 6:25     |  |

| Disco 4 |                   |              |                           |          |  |
| N.º     | Título            | Escritor(es) | Productor(es)             | Duración |  |
| 12.     | «One More Chance» | R. Kelly     | Michael Jackson, R. Kelly | 3:49     |  |

- The Jacksons interpretan la pista 11 del disco 1.
- La adición de "Another Part of Me" reduce el orden de las pistas en una (es decir, "Someone Put Your Hand Out" comienza en el disco 4).

## Someone Put Your Hand Out
"Someone Put Your Hand Out" (en el disco tres de The Ultimate Collection) es una canción escrita originalmente por Michael Jackson con Teddy Riley en 1987 para el álbum Bad y reescrita en abril de 1992, al no haber logrado incluirla en el álbum Dangerous de 1991. Fue lanzado en mayo de 1992 en Europa como un sencillo promocional exclusivo de Pepsi , para promover la gira "Dangerous World Tour" de Jackson . Se pusieron a disposición 500.000 copias mediante la recopilación de una ficha ganadora de ciertos productos Pepsi. También se lanzó como parte de un paquete promocional exclusivo de Pepsi en junio de 1992 en toda Europa y el Reino Unido. El paquete promocional incluía un póster de Michael Jackson, una pegatina promocional, un comunicado de prensa sobre el próximo Dangerous World Tour de Jackson y un sencillo de casete de "Someone Put Your Hand Out". Una versión instrumental de la canción fue interpretada por la banda de Michael Jackson durante algunos de los conciertos del Dangerous World Tour. En 1993 la canción también se planeó para ser lanzada en los Estados Unidos como un CD promocional para Sony Walkman . Los clientes que compraron un Sony Walkman especial de Michael Jackson recibirían un CD extra con "Someone Put Your Hand Out", así como otras raras canciones de Jackson y remixes de sus éxitos. Sin embargo, esta promoción fue retirada por las acusaciones de abuso sexual infantil de 1993 contra Michael Jackson.

## Posicionamiento en rankings
Después de la muerte de Jackson en junio de 2009, su catálogo musical dominó los rankings de Billboard y Nielsen SoundScan, vendiendo 1,1 millones de copias en una semana en los Estados Unidos y clasificándose en el top 12, con The Ultimate Collection en la 12.ª posición.